# Dobra (województwo opolskie)
Dobra (dodatkowa nazwa w j. niem. Dobrau) – wieś w Polsce, położona w województwie opolskim, w powiecie krapkowickim, w gminie Strzeleczki. Historycznie leży na Górnym Śląsku, na ziemi prudnickiej. Położona jest na terenie Kotliny Raciborskiej, będącej częścią Niziny Śląskiej.
W latach 1945–1954 miejscowość należała do gminy Strzeleczki w powiecie prudnickim. W latach 1954–1972 wieś należała i była siedzibą władz gromady Dobra. W latach 1975–1998 miejscowość należała administracyjnie do ówczesnego województwa opolskiego.
Według danych na 2011 wieś była zamieszkana przez 758 osób.
Do wsi należy przysiółek Nowy Bud.

## Geografia

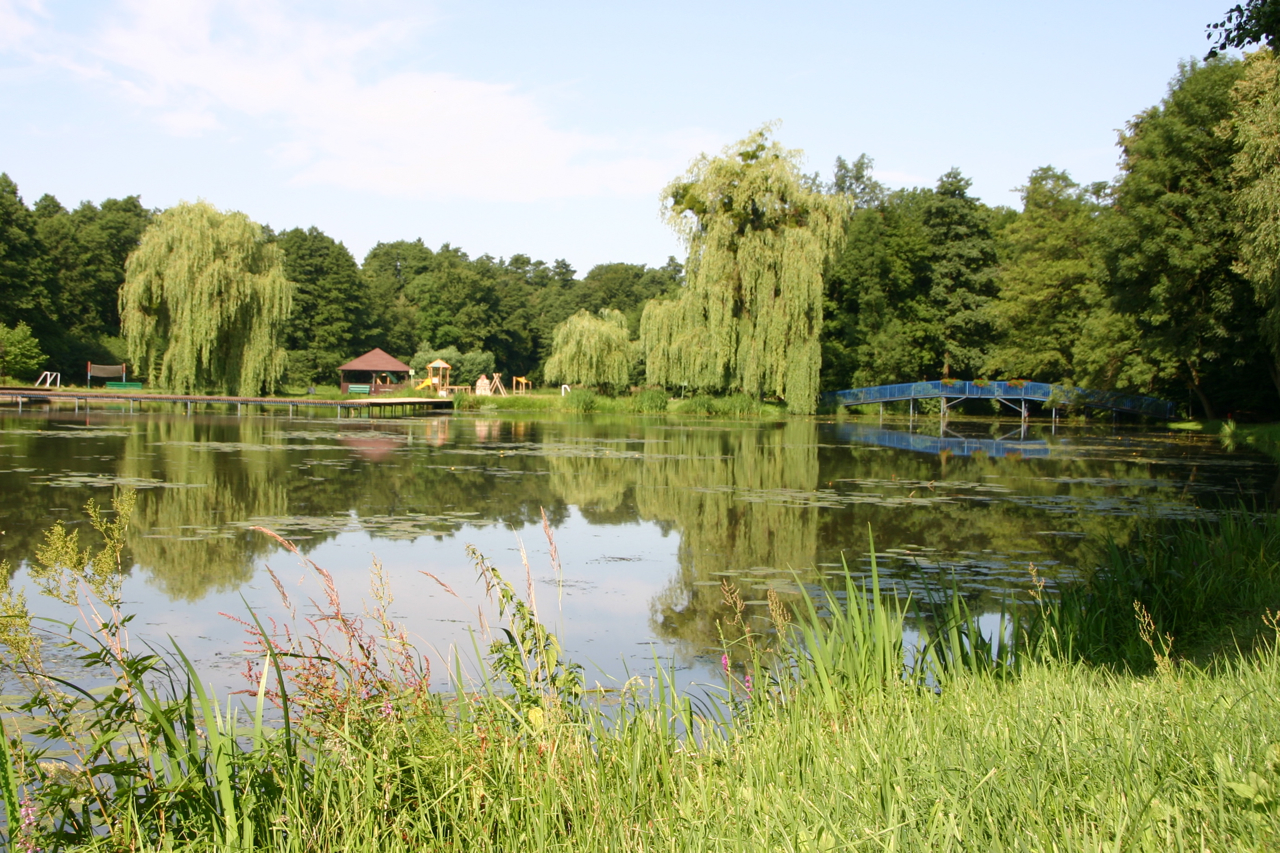
Sztuczne jezioro

### Położenie
Wieś jest położona w południowo-zachodniej Polsce, w województwie opolskim, około 19 km od granicy z Czechami, w zachodniej części Kotliny Raciborskiej, pomiędzy Prudnikiem (31 km) a Krapkowicami (5 km), tuż przy granicy gminy Strzeleczki z gminą Krapkowice. Należy do Euroregionu Pradziad. Leży na wysokości ok. 170 m n.p.m. i ma typowo nizinne ukształtowane. Przez granice administracyjne wsi przepływa rzeka Biała. W Dobrej znajduje się wodospad na rzece Białej – wpada ona do Osobłogi, która to w pobliskich Krapkowicach wpada do Odry. Przy wodospadzie znajduje się sztuczne jezioro wraz z ośrodkiem kempingowym i infrastrukturą potrzebną kąpielisku.

### Środowisko naturalne
W Dobrej panuje klimat umiarkowany ciepły. Średnia temperatura roczna wynosi +8,4 °C. Duże zróżnicowanie dotyczy termicznych pór roku. Średnie roczne opady atmosferyczne w rejonie Dobrej wynoszą 621 mm. Dominują wiatry zachodnie.
| SIMC    | Nazwa    | Rodzaj     |
| ------- | -------- | ---------- |
| 0503474 | Nowy Bud | przysiółek |

## Nazwa
Nazwa Dobra wywodzi się od polskiego słowa dobro, które oznacza pozytywną wartość czegoś, w tym przypadku „dobrą wieś”. Według innej interpretacji nazwa odnosi się do klasy gruntu: dobrej roli i żyznej ziemi. Trzeba zaznaczyć, że ta druga interpretacja jest nie do końca prawdziwa ponieważ miejscowość jest położona na ziemi klasy IV, V, a nawet VI. Topograficzny opis Górnego Śląska z 1865 roku notuje wieś pod zgermanizowaną nazwą Dobrau wywodząc ją z języka polskiego we fragmencie: „Dobrau (1302 Dobra, polnisch Dobry)”.
Dobra jest jedną z najstarszych miejscowości w tej części Opolszczyzny, pierwsze wzmianki o niej pochodzą bowiem już z XIII w., ale z całą pewnością istniała dużo wcześniej.
Wieś wzmiankowana po raz pierwszy w łacińskim dokumencie z 1228 roku wydanym przez Kazimierza I opolskiego, gdzie wymieniona jest w szeregu miejscowości założonych na prawie polskim iure polonico w zlatynizowanej, staropolskiej formie Dobren. Kolejna wzmianka pochodzi z 1302 r., gdzie miejscowość nazywana jest Dobrą. W roku 1342 pojawia się nazwa Dobron. W 1389 r. Dobra jest nazywana mianem Dobrin. W wykazie świętopietrza w roku 1447 widnieje nazwa Dobraw.
W roku 1571 pojawia się nazwa Dubrawa. W testamencie Jerzego von Oppersdorffa z roku 1649 powraca nazwa miejscowości z roku 1302 – Dobra. W sprawozdaniach z wizytacji archiprezbitera głogóweckiego w roku 1679 widnieje nazwa Dobro, a w roku 1688 Dobre. W wieku XVIII posługiwano się nazw Dobra i Dobrau obok siebie, z tym, że ta druga forma zaczęła wypierać pierwotną nazwę miejscowości. Od końca XVIII wieku do użytku weszła nazwa Dobrau.
Ze względu na polskie pochodzenie nazwy 1 sierpnia 1936 r. nazistowska administracja III Rzeszy zmieniła nazwę na nową, całkowicie niemiecką – Burgwasser. Tą nazwą posługiwano się aż do roku 1945. Wraz z nastaniem w 1946 r. polskiej administracji powrócono do nazwy Dobra, administracyjnie zatwierdzono ją 12 listopada 1946.

## Historia

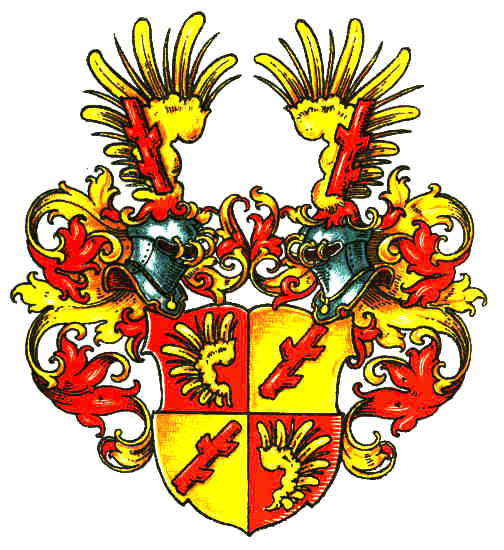
Herb baronowski rodziny Sehher-Thossów

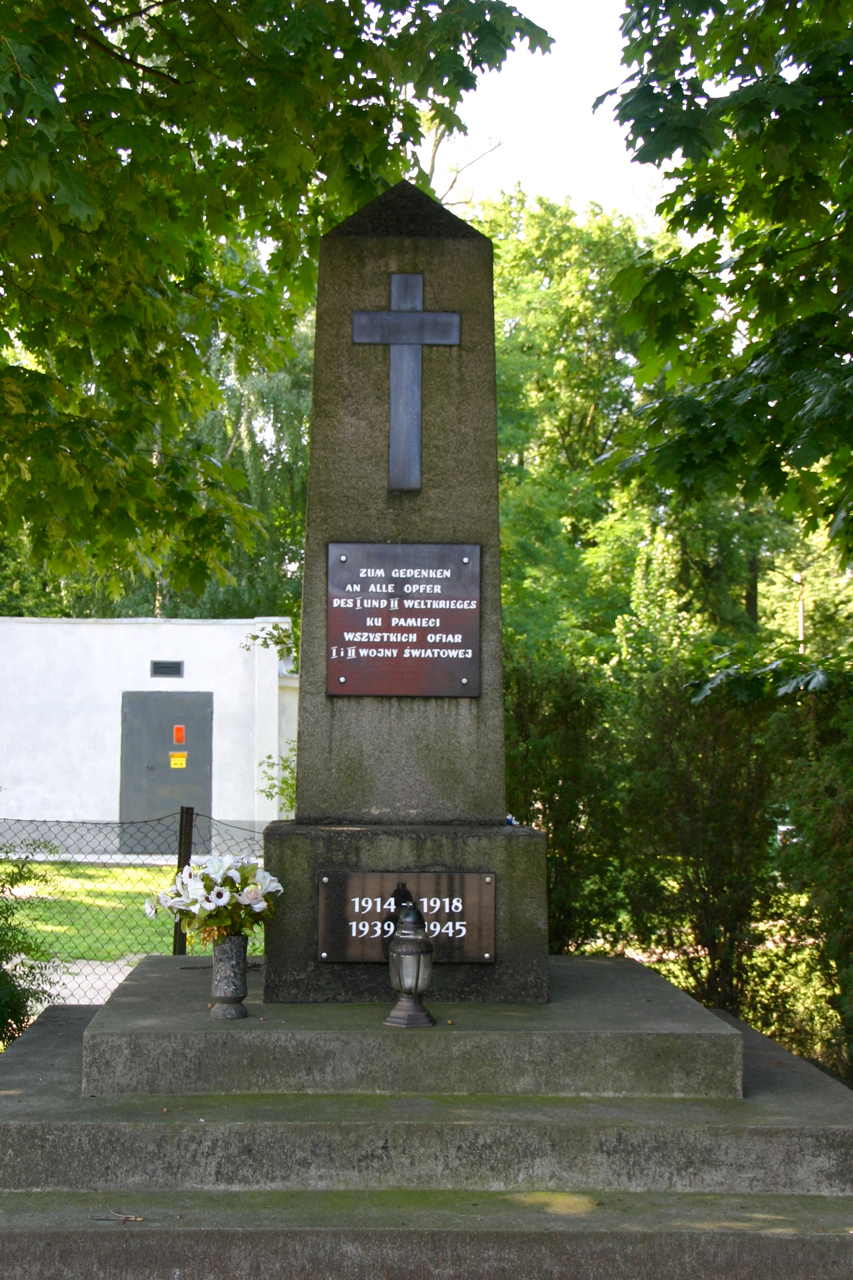
Pomnik upamiętniający mieszkańców wsi, którzy zginęli podczas I i II wojny światowej

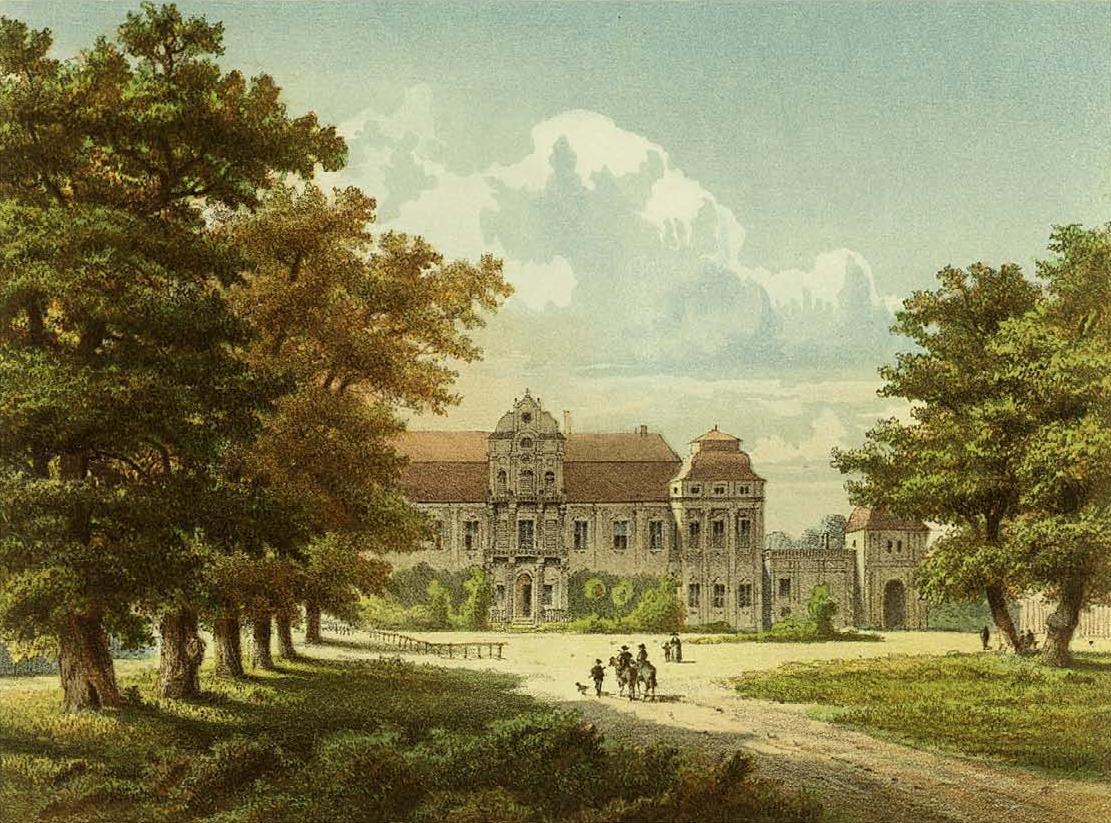
Barokowy pałac przed przebudową

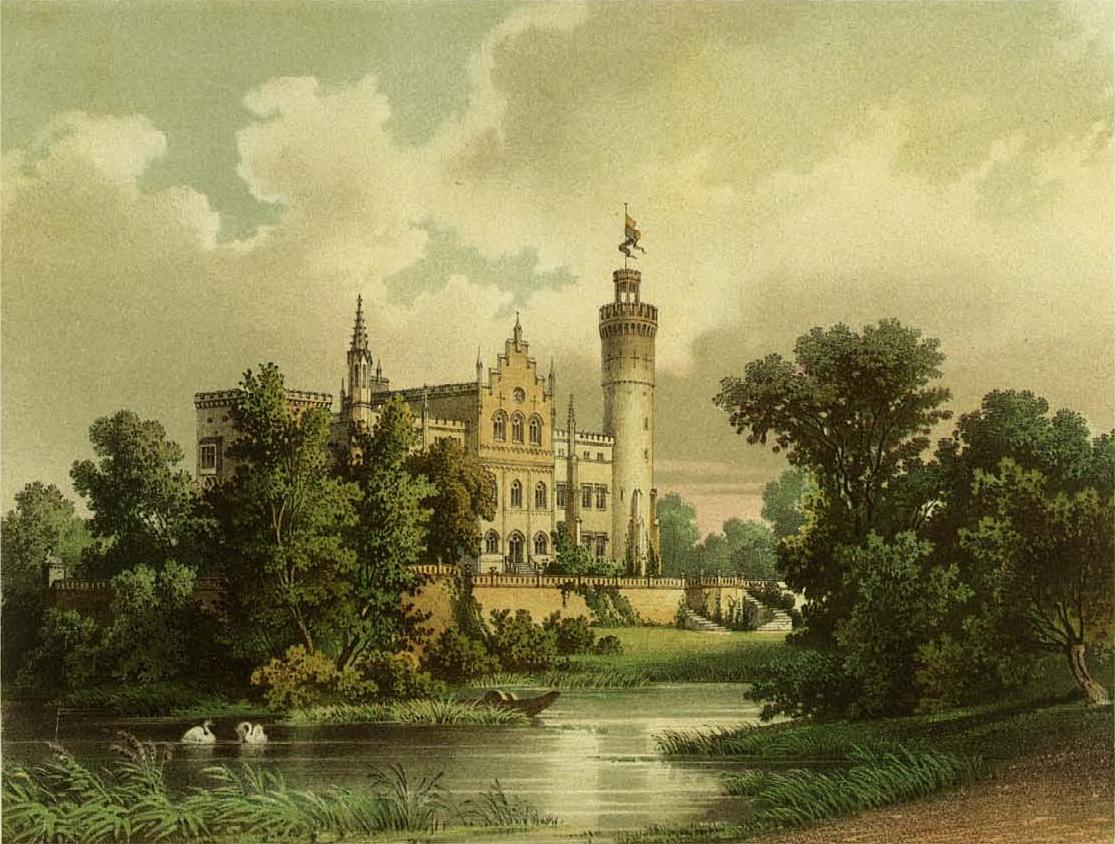
Pałac po przebudowie z 1860

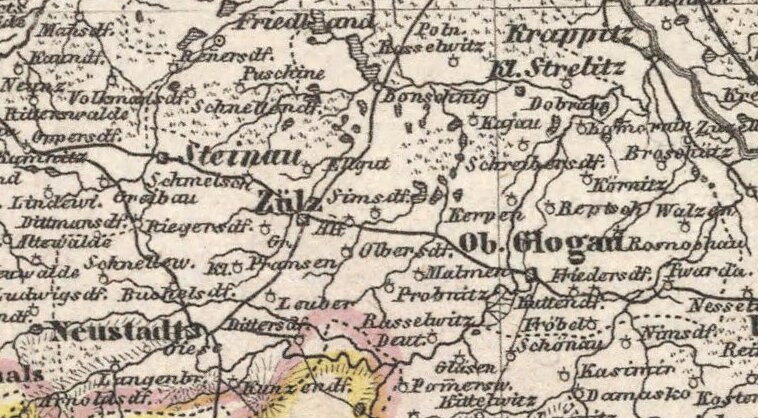
Dobra (Dobrau) wśród miejscowości ziemi prudnickiej na mapie z 1849

Dobra jest jedną z najstarszych (1302) miejscowości dawnego powiatu prudnickiego (Powiat Neustadt O.S.).
Pierwsze wzmianki o właścicielach z Dobrej pochodzą z końca XIV wieku. W dokumencie z 26 listopada 1387 książę Władysław opolski oddał w dzierżawę czynsz roczny między innymi za Dobrą wrocławskiej kapitule katedralnej. Podobnej treści jest dokument z 31 stycznia 1389 r., gdzie wymieniana jest Dobra jako własność książęca. Sam dokument dotyczy sprzedaży czynszu ze wsi Strzeleczki. W dokumencie z 14 sierpnia 1390 roku jako świadek występuje Johanes von Dobrin. Domniemywać można, że był on proboszczem istniejącej już parafii lub zarządcą majątku.
W kontekście właścicieli w Dobrej często pojawia się rodzina Caspara Rohoffsky, choć nie ma jednoznacznych źródeł potwierdzających własność. Rohoffsky mieli siedzibę w Steblowie, który należał do parafii w Dobrej. Na bocznej ścianie kościoła w Dobrej jest wmurowana płyta z piaskowca przedstawiająca naturalnej wielkości rycerza Rohoffsky wraz z ośmioma katuszami herbowymi.
W 1582 r. cesarz Rudolf II sprzedał Krapkowice Janowi-Hansowi von Redern. W 1629 baron Georg Heinrich von Redern nabywa Dobrą. W XVIII wieku hrabiowie Redern budują pałac w stylu baroku francuskiego. Budowniczym był Erdman Carl von Redern.

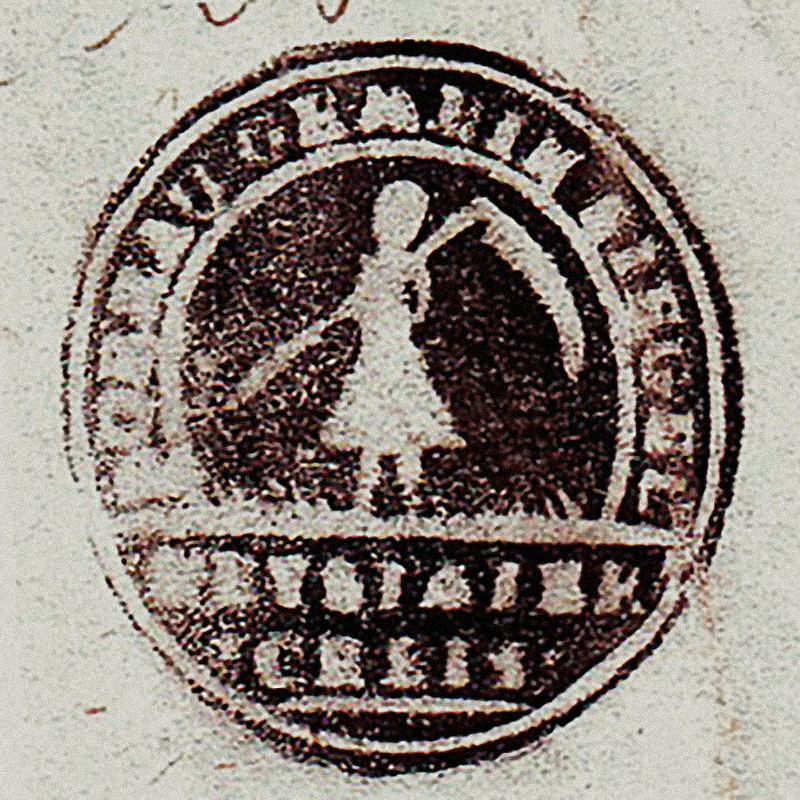
Pieczęć Dobrej (1855)

Do 1742 wieś należała do powiatu sądowego głogóweckiego w Monarchii Habsburgów. Po I wojnie śląskiej znalazła się w granicach Królestwa Prus i weszła w skład powiatu prudnickiego w prowincji Śląsk. Dnia 28 lutego 1780 majątek w Dobrej, będący drugim największym szlacheckim majątkiem na ziemi prudnickiej, zakupił jeden z najbogatszych na Śląsku właścicieli ziemskich – hrabia Leopold Heinrich von Seherr-Thoss, pełniący funkcję podczaszego u króla Fryderyka Wielkiego. W 1857 roku hrabia Hermann von Seherr-Thoss postanawia przebudować barokowy pałac na neogotycką rezydencję. Przebudowę powierza Moritzowi Gottgetreu oraz Karlowi Lüdecke. W tym czasie powstaje również rozległy park w stylu angielskim oraz kilka innych zabudowań około pałacowych. Lasy sąsiadujące z Dobrą stanowiły popularne miejsce do polowania dla mieszkańców powiatu prudnickiego. Wieś posiadała pieczęć, która przedstawiała w polu chłopa z kosą na ramieniu, a w otoku napis: DOBRAU: GEMEIN SIEGEL / NEYSTAETER CREIS (pol. Gmina Dobra / Powiat Prudnicki).

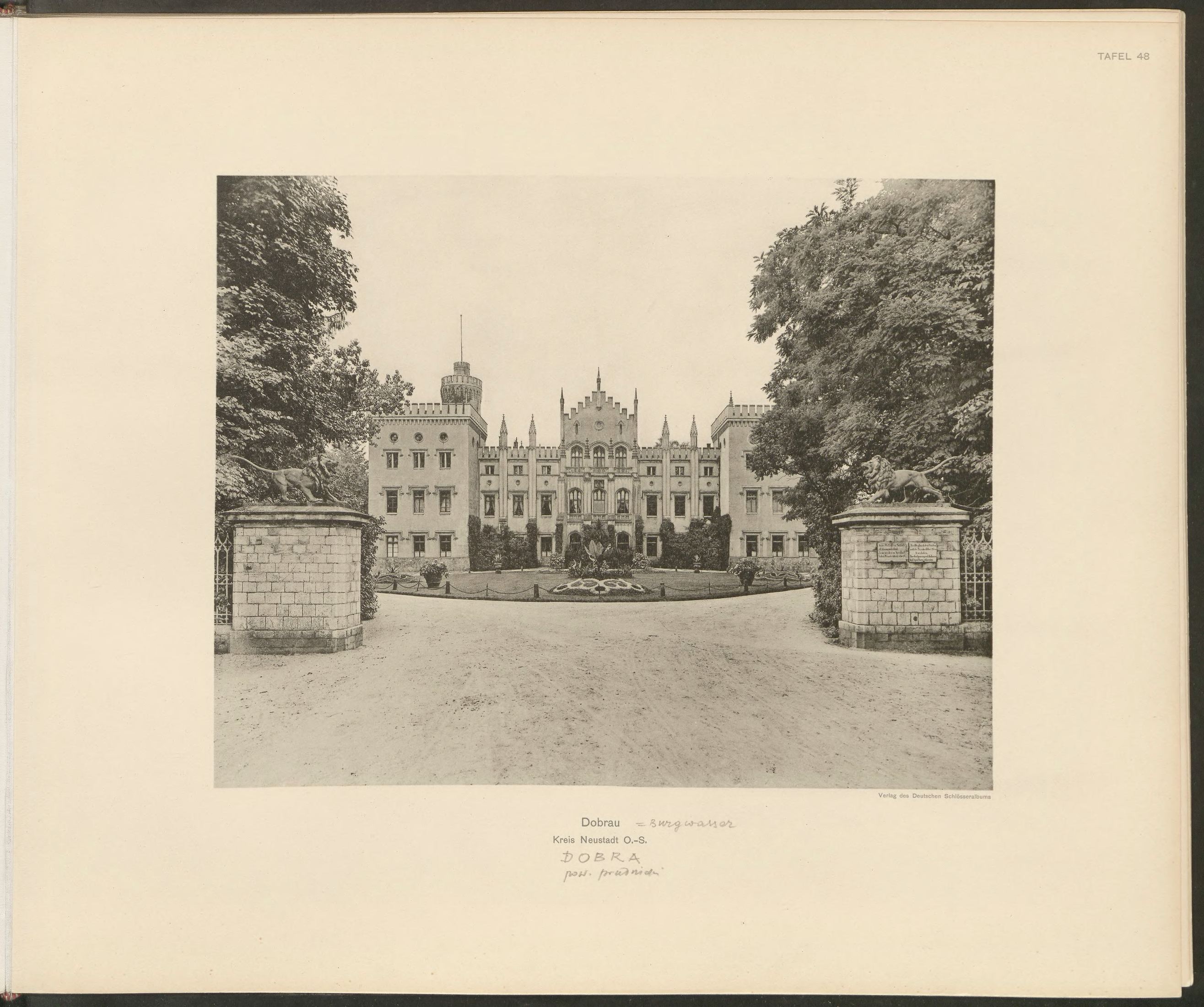
Pałac w Dobrej (1909)

Według spisu ludności z 1 grudnia 1910, na 747 mieszkańców Dobrej 115 posługiwało się językiem niemieckim, a 632 językiem polskim. W 1921 w zasięgu plebiscytu na Górnym Śląsku znalazła się tylko część powiatu prudnickiego. Dobra znalazła się po stronie wschodniej, w obszarze objętym plebiscytem, jako siedziba jednego z dziewięciu w powiecie prudnickim obwodów wyborczych. Do głosowania uprawnionych było w Dobrej 498 osób, z czego 273, ok. 54,8%, stanowili mieszkańcy (w tym 265, ok. 53,2% całości, mieszkańcy urodzeni w miejscowości). Oddano 495 głosów (ok. 99,4% uprawnionych), w tym 495 (100%) ważnych; za Niemcami głosowało 419 osób (ok. 84,6%), a za Polską 76 osób (ok. 15,4%). 28 marca 1921 w Dobrej Niemcy napadli na czterech Polaków, raniąc jednego strzałem z rewolweru.
Parafia Dobra od początku swego istnienia przynależała do diecezji wrocławskiej. Od początku przynależała do archiprezbiteratu głogóweckiego, który stanowił część archidiakonatu opolskiego. Na skutek wojen husyckich, a następnie reformacji, Dobra przestaje być samodzielną parafią i zostaje przyłączona do parafii Komorniki, a następnie do parafii Krapkowice, stając się kościołem filialnym. Ten stan rzeczy utrzymywał się, aż do 27 listopada 1920 r., kiedy Dobra stała się samodzielną kuracją z własnym duszpasterzem.
W czasie II wojny światowej w Dobrej utworzono podobóz Stalag VIII B/E115 obozu jenieckiego w Łambinowicach dla jeńców z imperium brytyjskiego. Mieszkańcy Dobrej zostali ewakuowani do Prudnika przed nadejściem frontu. Akcją ewakuacyjną kierował Theodor Hergesell – szef obwodowej grupy NSDAP. Na miejscu pozostało kilku starych i chorych ludzi. Armia Czerwona wkroczyła do Dobrej 25 stycznia 1945 w drodze na Prudnik podczas operacji górnośląskiej. 27 stycznia 1945, pod naporem przeważających sił niemieckich, czerwonoarmiści wycofali się z rejonu Dobrej i Steblowa. W piwnicy piekarni Stanisława Urbiczka w Dobrej pozostawiono 8 ciężko rannych żołnierzy radzieckich. Tego samego dnia wieś odbiły pododdziały 100 Dywizja Strzelców. Żołnierze Wehrmachtu rozstrzelali rannych czerwonoarmistów koło budynku poczty, a następnie spalili ich zwłoki wraz z szopą należącą do Mleczki. Niemcy mieli również dopuścić się egzekucji radzieckich żołnierzy w spalonym pałacu w Dobrej. W marcu 1945 żołnierze Wehrmachtu zamordowali także dwóch Polaków, którzy byli świadkami budowy schronów w lesie między Dobrą a Strzeleczkami. Jednym z nich był Włodzimierz Prokasiuk. W czasie działań wojennych zniszczeniu uległo wiele zabudowań około pałacowych oraz podupadł okazały park w stylu angielskim, który wraz z neogotyckim pałacem stanowią unikalny w skali regionu zespół pałacowo-parkowy. Zniszczony został budynek szkoły zbiorczej.
Od marca do maja 1945 powiat prudnicki znajdował się pod kontrolą radzieckiej komendantury wojskowej. 11 maja 1945 polska administracja przejęła władzę cywilną w powiecie prudnickim. Mieszkańcom Dobrej, posługującym się dialektem śląskim bądź znającym język polski, pozwolono pozostać we wsi po otrzymaniu polskiego obywatelstwa.
Rodzina Seherr-Thoss była właścicielem Dobrej do 1945, kiedy to, pałac został opanowany przez żołnierzy sowieckich. Po wojnie majątek rodu Seherr-Thossów został znacjonalizowany.
W latach 1945–1950 Dobra należała do województwa śląskiego, a od 1950 do województwa opolskiego. W latach 1945–1954 wieś była siedzibą gromady Dobra. Do 1956 roku Dobra należała do powiatu prudnickiego. W związku z reformą administracyjną, w 1956 Dobra została odłączona od powiatu prudnickiego i przyłączona do nowo utworzonego krapkowickiego.
Do 1948 odbudowano zniszczony budynek szkolny w Dobrej. W 1991 we wsi powstał pomnik upamiętniający „wszystkie ofiary” I i II wojny światowej.

## Mieszkańcy
Miejscowość zamieszkiwana jest przez mniejszość niemiecką oraz Ślązaków. Mieszkańcy wsi posługują się gwarą prudnicką, będącą odmianą dialektu śląskiego. Należą do podgrupy gwarowej nazywanej Mietlołrzy.

### Liczba mieszkańców wsi
- 1871 – 760[36]
- 1885 – 811[37]
- 1905 – 700[38]
- 1910 – 747[22]
- 1933 – 796[39]
- 1939 – 882[39]
- 1966 – 717[40]
- 1998 – 936[41]
- 2002 – 853[41]
- 2009 – 778[41]
- 2010 – 767[42]
- 2011 – 758[41]
- 2021 – 797[41]

## Zabytki

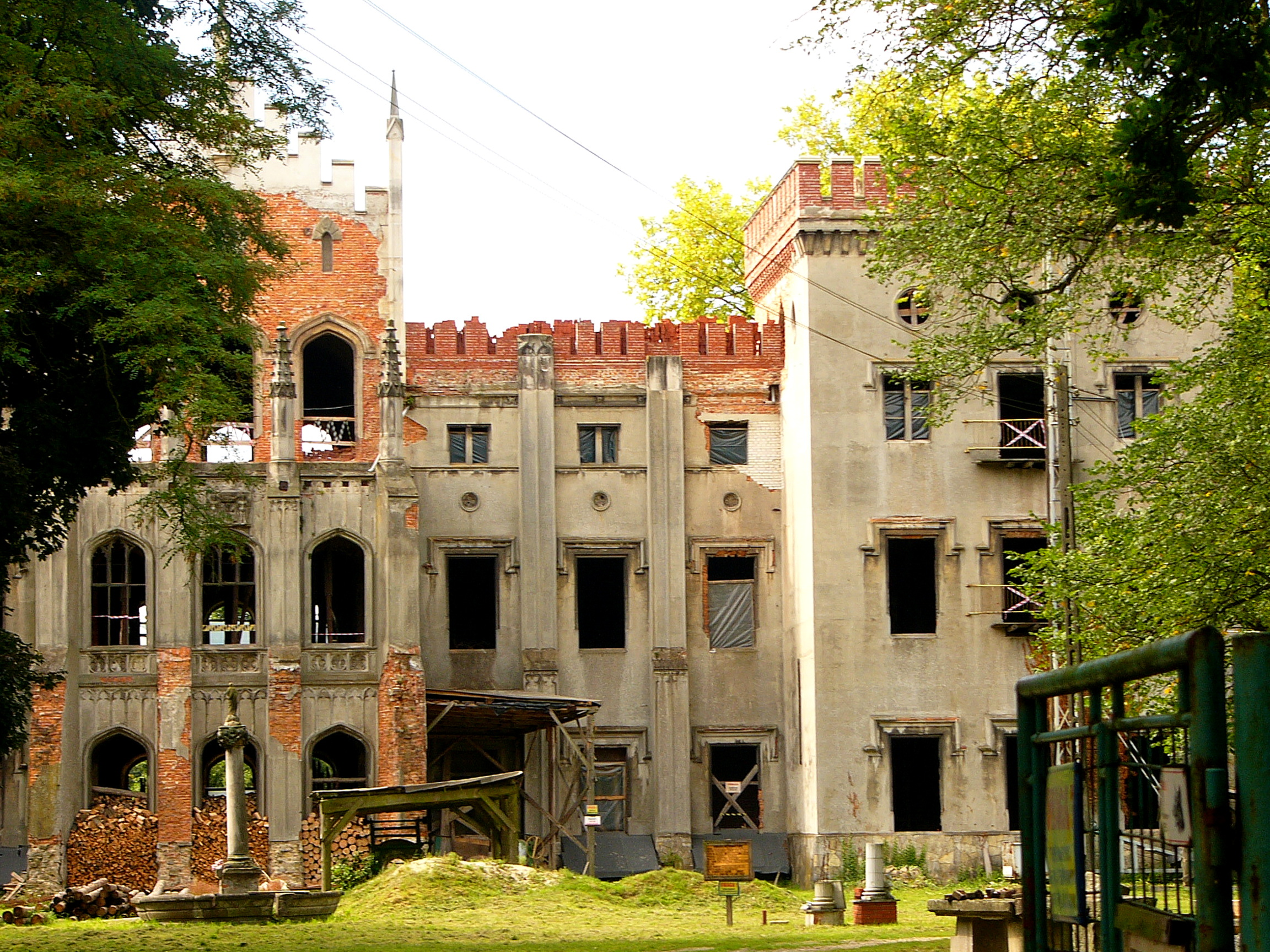
Pałac w Dobrej

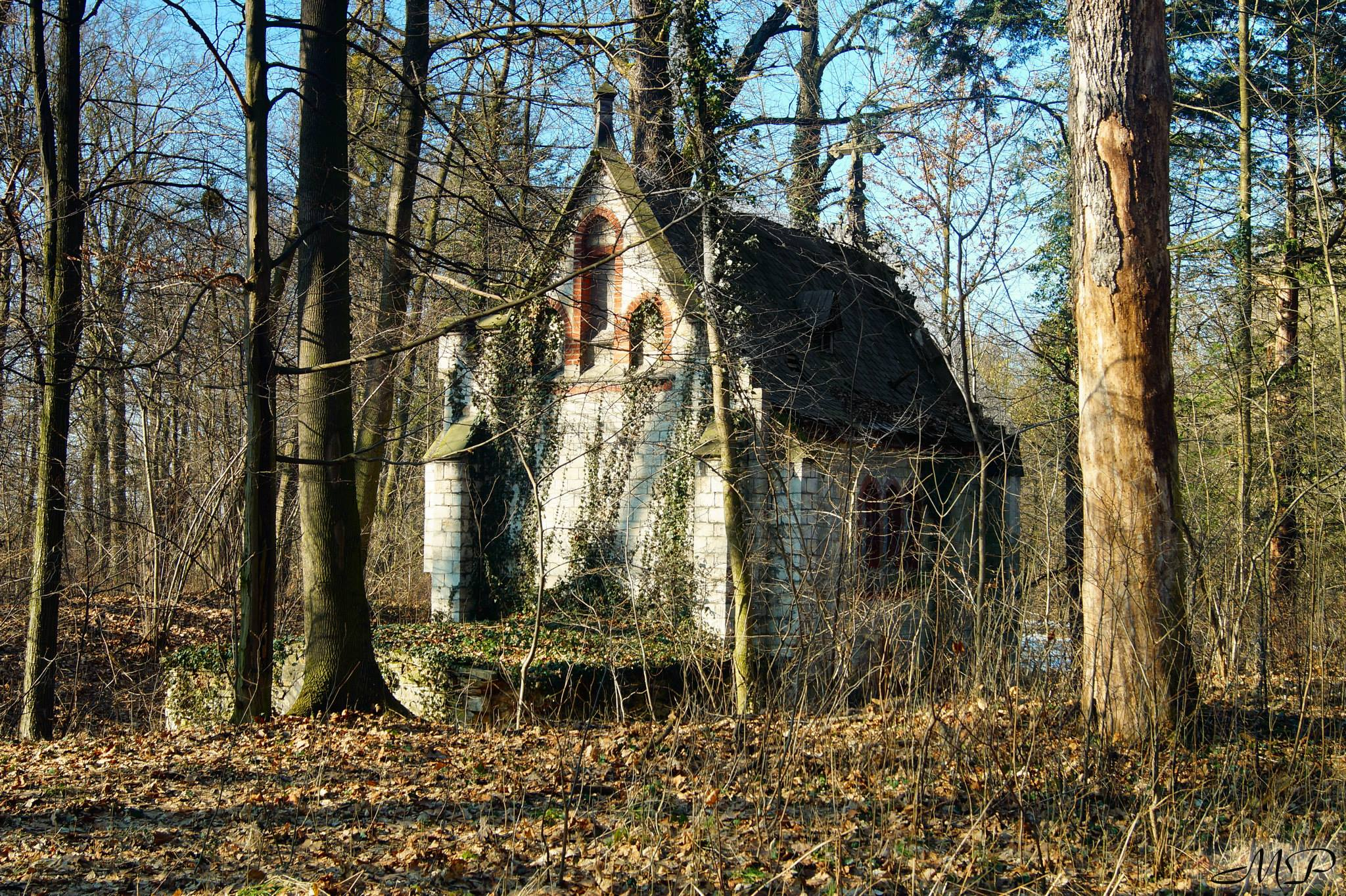
Mauzoleum

Do wojewódzkiego rejestru zabytków wpisane są:
- kościół parafialny pod wezwaniem św. Jana Chrzciciela, wybudowany w 1867 r. Został on ufundowany przez Olgę von Seherr-Thoss z rodu Strachwitz, a zaprojektowany został przez Moritza Gotgettreu, który nadał budowli neogotyckiego charakteru. Kościół powstał z kamienia, a dach został przykryty łupkiem[44]
- cmentarz
- pałac w Dobrej, zbudowany w 1720 roku, przebudowany w latach 1857–1860. Piękny neogotycki pałac stanowił własność rodu von Seherr-Thoss[45]. Ucierpiał w czasie wojny podczas ataku na wioskę żołnierzy rosyjskich w 1945 r. Aktualnie pałac jest w rękach prywatnych i trwa jego renowacja
- mauzoleum: W 1882 roku wybudowano w parku grobowiec dla ewangelickich członków rodziny Seherr-Thoss. Mauzoleum podobnie jak kościół zostało wzniesione z kamienia i pokryte łupkiem. Całość utrzymana była w stylu neogotyckim[46]
- oficyna
- spichlerz
- park
- dwie bramy (stróżówki) prowadzące do parku

## Pomniki i obiekty upamiętniające
- Pomnik poległych w I i II wojnie światowej – pomnik w Dobrej powstały w 1991 „ku pamięci wszystkich ofiar I i II wojny światowej”. Znajdują się na nim napisy w języku polskim i niemieckim oraz motyw krzyża chrześcijańskiego. Zgodnie z kryteriami w sprawie upamiętnień na obszarze RP żołnierzy niemieckich przyjętymi w uchwale Rady Ochrony Pamięci Walk i Męczeństwa w 1995, pomnik został uznany za prawidłowy[34].

## Transport

### Transport drogowy
Przez Dobrą przebiega droga wojewódzka:
- 409 Dębina – Strzelce Opolskie

### Transport kolejowy
W rejonie miejscowości przebiega linia kolejowa nr 306, łącząca Prudnik z Krapkowicami przez Białą i Strzeleczki. Najbliższa czynna stacja kolejowa znajduje się w Gogolinie.

### Transport autobusowy
Dobra posiada połączenia autobusowe z Moszną, Opolem, Prudnikiem, Krapkowicami, Smolarnią.
Transport autobusowy w Dobrej obsługiwany był przez PKS Prudnik. W 2004 prudnicki PKS został sprywatyzowany z udziałem Connex Polska. W 2008, w wyniku połączenia spółek PKS Connex Prudnik i PKS Connex Kędzierzyn-Koźle, utworzona została spółka Veolia Transport Opolszczyzna, w 2013 przejęta przez Arriva Bus Transport Polska. W 2019 Arriva wycofała się z Prudnika. Wówczas organizacją przewozów pasażerskich w Dobrej i okolicy zajęły się ościenne PKS-y. W grudniu 2021 powołano Powiatowo-Gminny Związek Transportu „Pogranicze”, mający na celu poprawę jakości transportu.

## Turystyka
Oddział PTTK „Sudetów Wschodnich” w Prudniku ustanowił turystyczną Odznakę Krajoznawczą Ziemi Prudnickiej, którą zdobywa się poprzez zwiedzenie odpowiedniej liczby obiektów w miejscowościach położonych na ziemi prudnickiej, w tym w Dobrej.
12 lipca 2010, w ramach organizowanego w Prudniku VI Europejskiego Tygodnia Turystyki Rowerowej, w którym wzięli udział rowerzyści z całej Europy, przez Dobrą prowadziła trasa „Szlakiem Pielgrzyma”.

## Bezpieczeństwo
W zakresie ochrony przeciwpożarowej oraz innych miejscowych zagrożeń w Dobrej działa jednostka Ochotniczej Straży Pożarnej, zrzeszona w Związku Ochotniczych Straży Pożarnych RP w Strzeleczkach. Jednostka OSP została założona 10 kwietnia 1929. Do 1998 bezpieczeństwo pożarowe w Dobrej było nadzorowane przez Komendę Rejonową PSP w Prudniku.
Miejscowość jest pod opieką dzielnicowego rejonu służbowego nr 8 Komendy Powiatowej Policji w Krapkowicach.
Teren wsi, jak i całej gminy Strzeleczki, położony jest w strefie nadgranicznej w związku z czym Straż Graniczna dysponuje, na tym obszarze, specjalnymi kompetencjami w zakresie bezpieczeństwa. Gminę Strzeleczki obejmuje zasięgiem służbowym placówka Straży Granicznej w Opolu ze Śląskiego Oddziału SG.